# Hahnheide

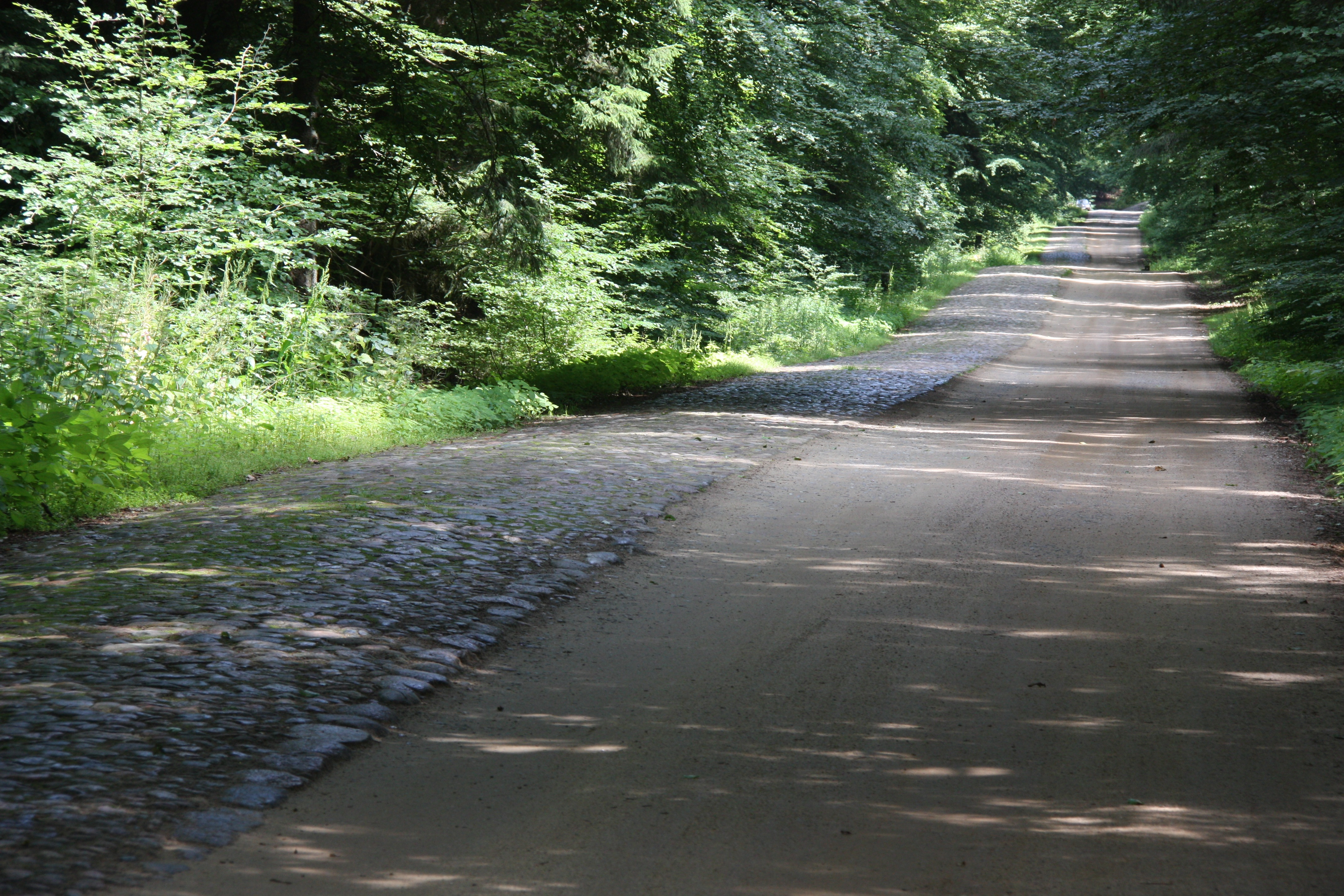
Straße durch die Hahnheide

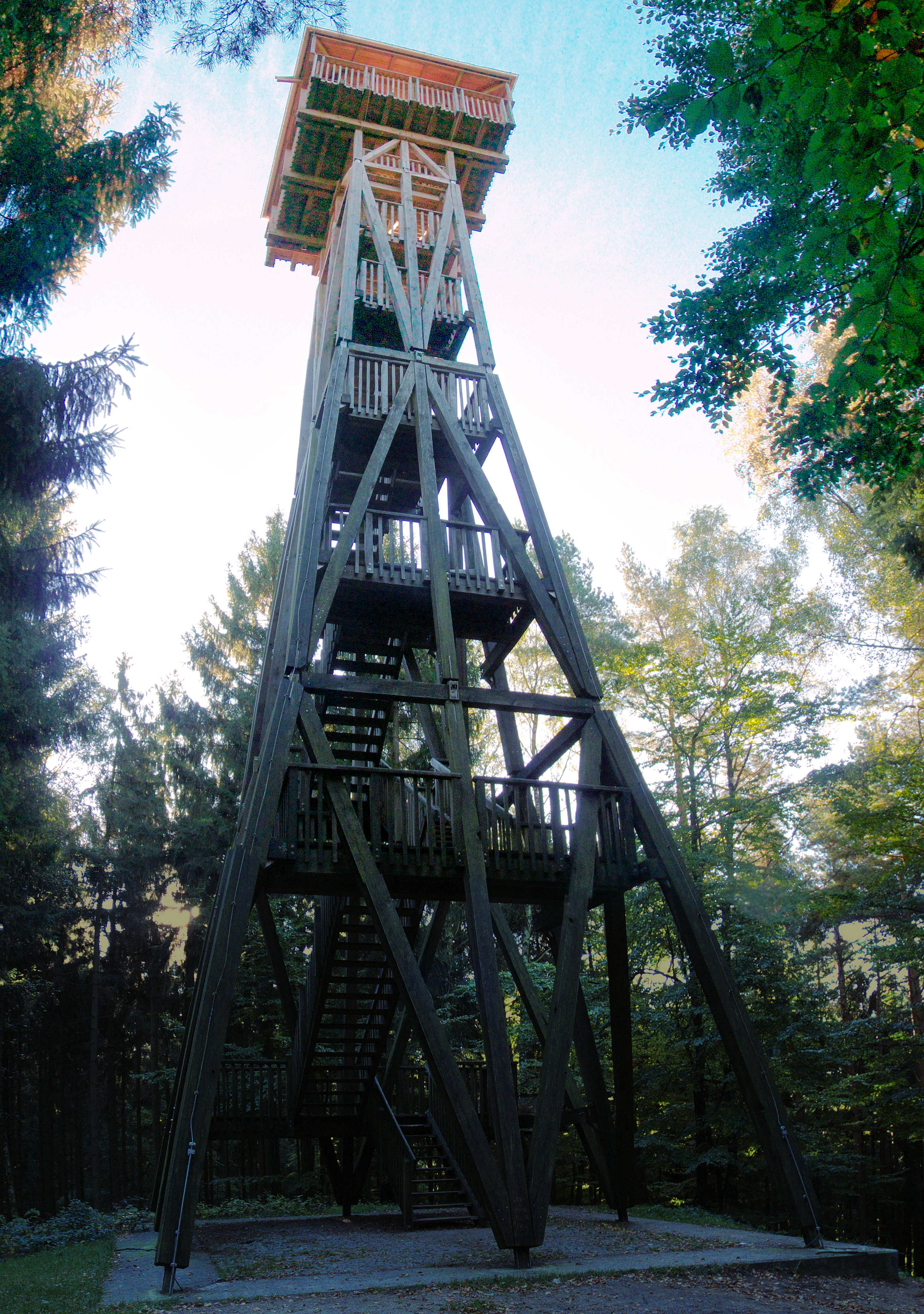
Hahnheider Turm, 27 m hoch

Die Hahnheide ist eine leicht hügelige Waldlandschaft im Osten der Gemeinde Trittau (Kreis Stormarn) in Schleswig-Holstein und liegt im Naturraum Stormarner Endmoräne.
Im Mittelalter war die Hahnheide, der Name bedeutet „Hohe Heide“, noch mit dem Sachsenwald verbunden. Durch die wirtschaftliche Nutzung bis 1821 schrumpfte der Waldbestand immer mehr. Mitte des 19. Jahrhunderts wurde mit der Wiederaufforstung begonnen, so dass heute wieder 95 % der Fläche bewaldet sind. Das Gebiet wurde 1938 unter Naturschutz gestellt.
Die Gebietsgröße wurde 1938 mit 1.450 ha angegeben, moderne digitale Flächenberechnungen führten 2018 zu einer Korrektur auf 1401 ha. In dem Waldgebiet befindet sich der Große Hahnheider Berg (99 m ü. NN). Dort wurde 1974 ein nach dem ehemaligen Bürgermeister Otto Hergenhan „Langer Otto“ genannter, hölzerner Aussichtsturm erbaut und 2001 mit einer Höhe von 27 m neu errichtet. Höchste Erhebung ist allerdings der Kleine Hahnheider Berg, der kurioserweise mit 100,1 m ü. NN ein wenig höher ist als sein direkt gegenüber gelegenes Pendant.
Die im 18. Jahrhundert angelegte Straße durch die Hahnheide von Trittau nach Hohenfelde besteht aus einem gepflasterten Teil auf der einen Seite und einem unbefestigten sogenannten Sommerweg auf der anderen Seite. Sie steht heute unter Denkmalschutz.
2018 wurde durch den damaligen schleswig-holsteinischen Umweltminister Robert Habeck die Naturschutzgebietsverordnung novelliert. Durch die Novellierung sind mehrere Teilflächen des Waldnaturschutzgebietes als Naturwaldzelle ausgewiesen. Insgesamt 275 Hektar, die verschiedene Lebensraumtypen umfassen, werden der natürlichen Entwicklung überlassen, nur noch die nicht standortheimischen Nadelbäume werden entnommen. In den neuen Naturwaldreservaten enthalten ist das 25 ha große Gebiet, das seit 1982 als Naturwaldzelle ausgewiesen ist.
Das Naturschutzgebiet Hahnheide gehört zum europäischen Schutzgebietsnetzwerk Natura 2000, seit 1999 als Vogelschutzgebiet und seit 2008 als FFH-Gebiet.
Nach FFH-Richtlinie und Vogelschutz-Richtlinie sind die Länder verpflichtet, mit Erhaltungsmaßnahmen in den Schutzgebieten des Netzes Natura 2000 eine Verschlechterung der natürlichen Lebensräume zu vermeiden. Die Erhaltungsmaßnahmen hat Schleswig-Holstein 2012 in einem Managementplan dargelegt.